# Заспи (Лодзинське воєводство)
Заспи (пол. Zaspy) — село в Польщі, у гміні Варта Серадзького повіту Лодзинського воєводства.
Населення — 111 осіб (2011).
У 1975-1998 роках село належало до Серадзького воєводства.

## Демографія
Демографічна структура станом на 31 березня 2011 року:
|          | Загалом | Допрацездатний вік | Працездатний вік | Постпрацездатний вік |
| -------- | ------- | ------------------ | ---------------- | -------------------- |
| Чоловіки | 57      | 13                 | 35               | 9                    |
| Жінки    | 54      | 12                 | 27               | 15                   |
| Разом    | 111     | 25                 | 62               | 24                   |